# Мартинес де Лехарса, Хуан Хосе
Хуан Хосе Мартинес де Лехарса (исп. Juan José Martinez de Lexarza, 1785 — 1824) — мексиканский ботаник, специалист по семейству Орхидные.            

## Биография
Хуан Хосе Мартинес де Лехарса родился в городе Морелия в 1785 году.  
Его семья считалась благородной и богатой. Лехарса учился в Colegio de San Nicolás de Valladolid (ныне Морелия). Затем он продолжил обучение в Colegio de Minería de la ciudad de México.
Хуан Хосе Мартинес де Лехарса умер 1 сентября 1824 года. Ввиду ранней смерти Лехарса его литературные и научные произведения остаются частично неопубликованными. 

## Научная деятельность
Хуан Хосе Мартинес де Лехарса специализировался на семенных растениях.     

## Научные работы
- 1822. Martínez de Lexarza, JJ de. Análisis Estadístico de la Provincia de Michoacán.
- 1824. La Llave, P de; JJ Martínez de Lexarza; V Cervantes. Novorum Vegetabilium Descriptiones. Fasc. I. 100 nuevas spp.
- 1825. Martínez de Lexarza, JJ de. Orchidianum Opusculum. Fasc. II. 50 spp. nuevas de la familia Orchidaceae, en 20 géneros, 4 nuevos.